# Chaetogaedia auricephala
Chaetogaedia auricephala är en tvåvingeart som först beskrevs av Blanchard 1963.  Chaetogaedia auricephala ingår i släktet Chaetogaedia och familjen parasitflugor. Inga underarter finns listade i Catalogue of Life.